# Satori v Paříži
Satori v Paříži je krátký román amerického spisovatele Jacka Kerouaca.
Kerouac tuto knihu napsal v roce 1966 ve Francii, kde pátral po původu rodinného jména. To také krátce popsal v této knize. Satori je původně japonský výraz užívaný v zenového buddhismu pro „probuzení“.
Česky vyšla kniha poprvé roku 1994. Podruhé o deset let později pak ve společném svazku s dalším Keroucovým poměrně krátkým románem Mag.